# شرکت فضایی سوئد
شرکت فضایی سوئد (انگلیسی: Swedish Space Corporation) شرکت دولتی هوافضای سوئدی است، که در سال ۱۹۷۲ تأسیس شد.